# China Open 2015 - Qualificazioni singolare femminile
Le qualificazioni del singolare femminile del China Open 2015 sono state un torneo di tennis preliminare per accedere alla fase finale della manifestazione. Le vincitrici dell'ultimo turno sono entrate di diritto nel tabellone principale. In caso di ritiro di una o più giocatrici aventi diritto a queste sono subentrati le lucky loser, ossia le giocatrici che hanno perso nell'ultimo turno ma che avevano una classifica più alta rispetto alle altre partecipanti che avevano comunque perso nel turno finale.

## Teste di serie
1. Lucie Hradecká (ultimo turno)
2. Ajla Tomljanović (ultimo turno, ritirata)
3. Alison Riske (primo turno)
4. Heather Watson (ultimo turno)
5. Christina McHale (ultimo turno)
6. Magda Linette (ultimo turno)
7. Magdaléna Rybáriková (primo turno)
8. Irina Falconi (qualificata)

1. Lauren Davis (ultimo turno)
2. Tímea Babos (primo turno)
3. Danka Kovinić (primo turno)
4. Mariana Duque Mariño (qualificata)
5. Julija Putinceva (qualificata)
6. Daniela Hantuchová (primo turno)
7. Kateryna Bondarenko (qualificata)
8. Bethanie Mattek-Sands (qualificata)

## Qualificate
1. Bethanie Mattek-Sands
2. Julija Putinceva
3. Mónica Puig
4. Kateryna Bondarenko

1. Lara Arruabarrena Vecino
2. Mariana Duque Mariño
3. Bojana Jovanovski
4. Irina Falconi

## Tabellone

### Legenda
| - Q = Qualificato - WC = Wild card - LL = Lucky loser | - ALT = Alternate - SE = Special Exempt - PR = Protected Ranking | - w/o = Walkover - r = Ritirato - d = Squalificato |

### Sezione 1
|  | Primo turno | Primo turno           | Primo turno           | Primo turno | Primo turno |  |  | Ultimo turno | Ultimo turno          | Ultimo turno | Ultimo turno | Ultimo turno |  |
|  |             |                       |                       |             |             |  |  |              |                       |              |              |              |  |
|  | 1           | Lucie Hradecká        | Lucie Hradecká        | 7           | 7           |  |  |              |                       |              |              |              |  |
|  |             | Misaki Doi            | Misaki Doi            | 63          | 65          |  |  | 1            | Lucie Hradecká        | 6            | 2            | 6            |  |
|  |             | Patricia Maria Tig    | Patricia Maria Tig    | 3           | 65          |  |  | 16           | Bethanie Mattek-Sands | 3            | 6            | 7            |  |
|  | 16          | Bethanie Mattek-Sands | Bethanie Mattek-Sands | 6           | 7           |  |  |              |                       |              |              |              |  |

### Sezione 2
|  | Primo turno | Primo turno      | Primo turno      | Primo turno | Primo turno |  |  | Ultimo turno | Ultimo turno     | Ultimo turno | Ultimo turno | Ultimo turno |  |
|  |             |                  |                  |             |             |  |  |              |                  |              |              |              |  |
|  | 2           | Ajla Tomljanović | Ajla Tomljanović | 6           | 6           |  |  |              |                  |              |              |              |  |
|  | WC          | Liang Chen       | Liang Chen       | 4           | 2           |  |  | 2            | Ajla Tomljanović | 2            | 4            | r            |  |
|  | WC          | Liu Fangzhou     | 7                | 0           | 1           |  |  | 13           | Julija Putinceva | 6            | 2            |              |  |
|  | 13          | Julija Putinceva | 5                | 6           | 6           |  |  |              |                  |              |              |              |  |

### Sezione 3
|  | Primo turno | Primo turno  | Primo turno  | Primo turno | Primo turno |  |  | Ultimo turno | Ultimo turno | Ultimo turno | Ultimo turno | Ultimo turno |  |
|  |             |              |              |             |             |  |  |              |              |              |              |              |  |
|  | 3           | Alison Riske | Alison Riske | 4           | 1           |  |  |              |              |              |              |              |  |
|  |             | Mónica Puig  | Mónica Puig  | 6           | 6           |  |  | Mónica Puig  | Mónica Puig  | Mónica Puig  | 6            | 6            |  |
|  |             | Wang Yafan   | 3            | 6           | 6           |  |  | Wang Yafan   | Wang Yafan   | Wang Yafan   | 3            | 4            |  |
|  | 10          | Tímea Babos  | 6            | 4           | 1           |  |  |              |              |              |              |              |  |

### Sezione 4
|  | Primo turno | Primo turno         | Primo turno    | Primo turno | Primo turno |  |  | Ultimo turno | Ultimo turno        | Ultimo turno        | Ultimo turno | Ultimo turno |  |
|  |             |                     |                |             |             |  |  |              |                     |                     |              |              |  |
|  | 4           | Heather Watson      | Heather Watson | 7           | 7           |  |  |              |                     |                     |              |              |  |
|  |             | Hsieh Su-wei        | Hsieh Su-wei   | 5           | 62          |  |  | 4            | Heather Watson      | Heather Watson      | 3            | 4            |  |
|  | WC          | Yang Zhaoxuan       | 6              | 2           | 2           |  |  | 15           | Kateryna Bondarenko | Kateryna Bondarenko | 6            | 6            |  |
|  | 15          | Kateryna Bondarenko | 1              | 6           | 6           |  |  |              |                     |                     |              |              |  |

### Sezione 5
|  | Primo turno | Primo turno              | Primo turno              | Primo turno | Primo turno |  |  | Ultimo turno | Ultimo turno             | Ultimo turno | Ultimo turno | Ultimo turno |  |
|  |             |                          |                          |             |             |  |  |              |                          |              |              |              |  |
|  | 5           | Christina McHale         | 6                        | 4           | 7           |  |  |              |                          |              |              |              |  |
|  |             | Duan Yingying            | 1                        | 6           | 5           |  |  | 5            | Christina McHale         | 4            | 7            | 611          |  |
|  |             | Lara Arruabarrena Vecino | Lara Arruabarrena Vecino | 7           | 6           |  |  |              | Lara Arruabarrena Vecino | 6            | 63           | 7            |  |
|  | 14          | Daniela Hantuchová       | Daniela Hantuchová       | 62          | 3           |  |  |              |                          |              |              |              |  |

### Sezione 6
|  | Primo turno | Primo turno          | Primo turno          | Primo turno | Primo turno |  |  | Ultimo turno | Ultimo turno         | Ultimo turno         | Ultimo turno | Ultimo turno |  |
|  |             |                      |                      |             |             |  |  |              |                      |                      |              |              |  |
|  | 6           | Magda Linette        | Magda Linette        | 6           | 6           |  |  |              |                      |                      |              |              |  |
|  |             | Jarmila Gajdošová    | Jarmila Gajdošová    | 4           | 1           |  |  | 6            | Magda Linette        | Magda Linette        | 2            | 1            |  |
|  | WC          | Xu Yifan             | Xu Yifan             | 65          | 3           |  |  | 12           | Mariana Duque Mariño | Mariana Duque Mariño | 6            | 6            |  |
|  | 12          | Mariana Duque Mariño | Mariana Duque Mariño | 7           | 6           |  |  |              |                      |                      |              |              |  |

### Sezione 7
|  | Primo turno | Primo turno          | Primo turno | Primo turno | Primo turno |  |  | Ultimo turno | Ultimo turno      | Ultimo turno      | Ultimo turno | Ultimo turno |  |
|  |             |                      |             |             |             |  |  |              |                   |                   |              |              |  |
|  | 7           | Magdaléna Rybáriková | 6           | 2           | 1           |  |  |              |                   |                   |              |              |  |
|  |             | Bojana Jovanovski    | 1           | 6           | 6           |  |  |              | Bojana Jovanovski | Bojana Jovanovski | 7            | 6            |  |
|  |             | Elena Vesnina        | 6           | 4           | 3           |  |  | 9            | Lauren Davis      | Lauren Davis      | 6            | 2            |  |
|  | 9           | Lauren Davis         | 3           | 6           | 6           |  |  |              |                   |                   |              |              |  |

### Sezione 8
|  | Primo turno | Primo turno       | Primo turno | Primo turno | Primo turno |  |  | Ultimo turno | Ultimo turno      | Ultimo turno | Ultimo turno | Ultimo turno |  |
|  |             |                   |             |             |             |  |  |              |                   |              |              |              |  |
|  | 8           | Irina Falconi     | 6           | 4           | 6           |  |  |              |                   |              |              |              |  |
|  |             | Alla Kudrjavceva  | 2           | 6           | 2           |  |  | 8            | Irina Falconi     | 3            | 6            | 6            |  |
|  |             | Jaroslava Švedova | 0           | 6           | 6           |  |  |              | Jaroslava Švedova | 6            | 2            | 2            |  |
|  | 11          | Danka Kovinić     | 6           | 4           | 1           |  |  |              |                   |              |              |              |  |